# ازريويلا (برتات)
ازريويلا هو دُوَّار يقع بجماعة أمرصيد، إقليم ميدلت، جهة درعة تافيلالت في المملكة المغربية. ينتمي الدوّار لمشيخة برتات التي تضم 8 دواوير. يقدر عدد سكانه بـ 136 نسمة حسب الإحصاء الرسمي للسكان والسكنى لسنة 2004.

## روابط خارجية
- البوابة الوطنية للجماعات الترابية
- المندوبية السامية للتخطيط